# Agnezia abyssa
Agnezia abyssa är en sjöpungsart som beskrevs av Sanamyan 2002 . Agnezia abyssa ingår i släktet Agnezia och familjen Agneziidae.
Artens utbredningsområde är Södra Ishavet. Inga underarter finns listade i Catalogue of Life.